# Lakefield (Minnesota)
Pour les articles homonymes, voir Lakefield.
Lakefield est une ville américaine située dans le Comté de Jackson, dans le Minnesota. Selon le recensement de 2010, sa population est de 1 735 habitants.